# Balestier Khalsa Football Club
Maillots
Actualités
Dernière mise à jour : 15 avril 2010.
Le Balestier Khalsa Football Club (en chinois : 馬里士他卡沙足球會, et en tamoul : பாலேஸ்டியர் கல்சா கால்பந்து கிளப்), plus couramment abrégé en Balestier Khalsa, est un club singapourien de football fondé en 1898 et basé à Singapour.
Un titre en Coupe de Singapour lors de l'année 1958, compose le palmarès du club. 
Le club joue au Stade Tao Payoh et est actuellement présidé par Balbeer Singh Mangat. L'équipe première, entraînée par Nasaruddin Jalil et Salim Moin, évolue en première division singapourienne.

## Historique
- 1898 : fondation du club sous le nom de Fathul Karib
- 1975 : le club est renommé Balestier United Recreation Club
- 2002 : fusion avec le Clementi Khalsa FC en Balestier Khalsa FC

## Palmarès
| Compétitions nationales                        |
| ---------------------------------------------- |
| - Coupe de Singapour (1) : - Vainqueur : 1958. |

## Personnalités du club

### Présidents du club
- Thavaneson Selvaratnam
- Balbeer Singh Mangat

### Entraîneurs du club
| - Bogdan Brasoveanu (2001 - 2002) - Bogdan Brasoveanu (2003 - 2004) - Jang Jung (janvier 2004 - décembre 2004) - Abdul Karim Razzak (janvier 2005 - décembre 2007) - Nasaruddin Jalil (1er janvier 2008 - 31 décembre 2010) | - Salim Moin (1er janvier 2011 - 31 décembre 2011) - Darren Stewart (1er janvier 2012 - 31 décembre 2013) - Marko Kraljević (1er janvier 2014 - 25 janvier 2019) - Khidhir Khamis (4 février 2019 - 24 septembre 2019) - Marko Kraljević (24 septembre 2019 - ) |